# Jokoo Taró
Jokoo Taró (横尾太郎 vagy ヨコオタロウ; Hepburn: Tarō Yokoo; ( Nagoja, 1970. június 6. –) japán videójáték-rendező és forgatókönyvíró, aki elsősorban a már megszűnt Cavia játékstúdiónál dolgozott. A Drakengard akció-szerepjátéksorozat és spin-offja, a Nier révén vált ismertté. Jokoo az aicsi Nagojában született, tanulmányait az 1990-es években a Kóbei Művészeti Egyetemen végezte. Bár kezdetben nem kívánta videójátékok köré építeni a pályafutását, azonban miután dolgozott a Namcónál és a Sonynál csatlakozott a Caviához, ahol az első Drakengard-játék rendezője és forgatókönyvírója lett. Azóta a sorozat összes játékán dolgozott, illetve miután szabadúszó lett miután a Caviát bekebelezte az AQ Interactive több mobiltelefonos játékon is közreműködött.
Jokoo a konvenciókhoz nem ragaszkodó stílusú videójátékairól ismert, melyek szokatlan dizájndöntésekkel és sötét cselekményekkel rendelkeznek. Munkáinak egyik főbb aspektusa az emberek sötétebb aspektusainak feltárása, így például az, hogy mi vezeti rá őket egymás megölésére, bár általában nincs átfogó véleménye a történetei sötétebb természetéről. A „fordított szövegkönyvírásként” leírt írói technikája szerint először a végkifejletet vázolja fel és onnan visszafelé építi fel a narratívát. Mivel nem kedveli, ha lefényképezik, ezért interjúk adása vagy a játékok bemutatása során rendszerint maszkot visel.

## Biográfia
Jokoo Taró 1970. június 6-án született az aicsi Nagojában. Jokoo szülei gyakran a munkájuk révén nem voltak otthon, ezért a fiút elsősorban nagymamája nevelte, aki erős hatást gyakorolt rá. Fiatalkorában egy olyan esemény tanúja lett, mely nagy befolyással lett későbbi forgatókönyvírói munkájára: miközben barátaival egy bevásárlóutcában voltak az egyikük egy magas épület tetején sétált, azonban megcsúszott és a halálába zuhant. Jokoo visszaemlékezése szerint a színhely kezdetben „hátborzongató” volt, de utólag már humoros elemeket is lát benne. A Kóbei Művészeti Egyetemen tanult, ahol 1994 márciusában diplomázott. Később elvette Jokoo Jukiko illusztrátort, aki a Taiko no tacudzsin sorozaton, illetve a Drakengard 3-on is dolgozott.

### Pályafutása
Kezdetben nem kívánta videójátékok köré építeni a pályafutását, lediplomázása utáni első munkájára egy hónap alatt talált rá: a Namcónál dolgozott 3D CGI-tervezőként. 1999-ben csatlakozott Sugar & Rocketshez, a Sony Computer Entertainment egy azóta már megszűnt leányvállalatához. 2001-ben, egy évvel az után, hogy a Sony konszolidálta a Sugar & Rocketst Jokoo munkát kapott a Caviánál. A Caviánál való munkája során bekapcsolódott a Drakengard megalkotásába. Ugyan a játék társproducere, Ivaszaki Takuja töltötte volna be a rendezői szerepkört, azonban mivel más projektek lekötötték, ezért Jokoót kérték fel a rendezői feladatok ellátására. A forgatókönyv és a szereplők megalkotásában is segítkezett, valamint Natori Szavakóval közösen írták a szövegkönyvet is. A fejlesztés során Jokoo elégedetlen volt a játék tanácsadó testülete által kérelmezett változtatások mennyisége miatt. Ez odáig fajult, hogy Jokoo elhatározta, hogy egy másik Drakengard-címen már nem fog dolgozni. Később közreműködött a Drakengard 2 fejlesztésében is, ahol videoszerkesztőként volt feltüntetve, de eközben a játék kreatív stábjának is a tagja volt. A fejlesztés során többnyire egy másik projekt kötötte le, a játék általa kitalált eredeti koncepcióját, miszerint az egy űrben játszódó játéktermi stílusú cím lett volna leszavazták és összezörrenések alakultak ki közte és Jaszui Akira rendező között a játék kreatív irányvonaláról.
Miután elkészült a Drakengard 2 Jokoo a sorozat harmadik tagján kezdett munkálkodni. A játék fejlesztésének előrehaladtával a kezdeti koncepció annyira továbbhaladt, hogy a játékot Nier címre keresztelték át és a sorozat spin-offjaként jelent meg. Ezek ellenére Jokoo továbbra is a sorozat harmadik tagjaként tekint rá. A Nier megjelenés után a  Caviát bekebelezte az AQ Interactive, Jokoo otthagyta a céget és független pályafutásba kezdett. Ezen időszak alatt ismeretlen szerepkörben a Square Enix Monster × Dragon című társadalmi játékának fejlesztésében is részt vett. A szabadúszó munkáinak jelentős részét mobiltelefonos társadalmi játékok tették ki. Több évvel később Jokoo a Drakengard és a Nier fejlesztőcsapatának több tagjával összefogva elkezdett munkálkodni a Drakengard valódi második folytatásán, kérdőívekkel felmérve, hogy a sorozat rajongótábor által választott legfőbb vonzereje a sötét történetek voltak. A Drakengard 3 befejezése után Jokoo „visszatért a munkanélküliségbe”. Ez után „Jokoo Taró nem jó gondolkodásmódú köre” címen rövidtávú rovatot írt a Famicúba. 2015-ben Jokoo bejelentette, hogy Bukkono néven megalapította saját cégét, ahol ő, felesége Jukiko, illetve Kikucsi Hana, a Nier és a Drakengard 3 novellistája és forgatókönyvírója dolgozik.
Jokoo heves ellenszenvet érez az interjúkkal szemben. Ennek oka a Famicúban szereplő rovata szerint az, hogy úgy érzi, hogy a videójáték-fejlesztők nem a munkájuk előadói vagy kommentátorai és szerinte a témák amikről az interjúkban beszélnek túlzottan unalmasak az olvasóknak vagy hallgatóknak. Amikor mégis interjút ad, akkor rendszerint maszkot visel, hogy ne tudják lefényképezni, a Drakengard 3-mal kapcsolatos egyik videointerjúban pedig egy kesztyűbábot használt. Azt is elmondta, hogy szeret nyíltan beszélni a véleményiről, mivel úgy érzi, hogy a videójáték-rajongók megérdemlik az igazságot és az őszinteséget.

## Játéktervezés
Jokoo a sötét, felkavaró vagy szokatlan légkörű videójátékairól ismert. Ez volt a legfőbb oka annak is, amiért felkérték a Monster × Dragonon való munkálkodásra. A „fordított szövegkönyvírásként” leírt írói módszerét még nem látta más szépirodalmi műnél. Ezt úgy írta le, hogy először a végkifejlettel kezdi, majd onnan visszafelé haladva kezd el munkálkodni. Ez után központi történeti pontokat hoz létre, melyek megalkotják a narratíva érzelmi csúcsait, kidolgozza a részleteket, majd szétszórja azokat a narratíván keresztül, hogy a játékos megfelelő érzelmi kapcsolatot alakíthasson ki. A forgatókönyvírói metódusaként melletti másodlagos módszere a „fotógondolkodás”. Jokoo ezt egy olyan metódusnak írja le, mely a történet során vizualizálja és sorrendben tartja az eseményeket és érzelmi csúcsokat. Ezen módszer inspirációjának Jonathan Spence The Memory Palace of Matteo Ricci című könyvét tartja. Szívesen kísérletezik a videójáték-formátummal, úgy érzi, hogy a videójáték-piac sok egyezménye gátolja a fejlesztők kreatív szabadságát. Számos játéka tükrözi a halál körül kialakult saját érzéseit és a koncepció szókratészi kérdezését. Jokoo az ételeket is fontos eszköznek tartja a játékok megalkotásánál, úgy gondolja a világ ételfajtái segít neki, hogy sejtése legyen a játékok célközönségéről.
A Drakengard sorozatnál kialakult stílusára számos korabeli játék hatással volt: egy általa kiemelt közös vonás volt az, amikor a játékok „kárörvendő” módon értékelik a játékosokat miután lemészároltak több tucat vagy több száz ellenséges egységet. Mivel a gyilkolás élvezésének koncepcióját elmebeteg ötletnek találta, ezért az első játék főszereplőit is elmebetegeknek tervezte meg. Azt is szerette volna megvizsgálni, hogy mi vezeti rá az embereket egymás megölésére. Később, a Niernél és a Drakengard 3-nál azt az ötletet járta körbe, miszerint egy borzalmas eseményben mindkét fél úgy gondolja, hogy helyesen cselekszik. A Niernél közvetlen inspirációt vett a 2001. szeptember 11-ei terrortámadásokból és a terrorizmus elleni háborúból. A Nier egy másik közvetlen inspirációforrása a God of War sorozat játékmenete volt, amit mind ő, mind Jószuke Szaitó csodált. Elmondása szerint nem kedveli az „egyszerű és feledhető” típusú női videójáték-szereplőket: ez és a sztereotipikus szerepjátékos románccal szembeni nem tetszését Furiaében, a Drakengard egyik fontos szereplőjében mutatta ki. Zero, a Drakengard 3 főhősnője is egy másik olyan szereplő volt, melynek megalkotásában nagy szerepet vállalat: megalkotása során úgy érezte, hogy érdekes lenne egy olyan szereplőt létrehozni, ami egykoron prostituált volt, mivel ez egy olyan szereplőtípus, mely meglehetősen ritka a videójátékokban. Általánosságban Jokoo nem tekint az írásaira olyan sötétnek, mint ahogy azokat mások látják, ugyanakkor elismeri, hogy szándékosan ad hozzájuk sötét elemeket.

## Munkái

### Videójátékok
| Megjelenés | Cím                      | Platform                | Szerepkör                    |
| ---------- | ------------------------ | ----------------------- | ---------------------------- |
| 1996       | Alpine Racer 2           | játékterem              | háttértervező                |
| 1998       | Time Crisis II           | játékterem              | háttértervező                |
| 2000       | Covert Ops: Nuclear Dawn | PlayStation             | tervező                      |
| 2001       | Phase Paradox            | PlayStation 2           | látványtervező, játéktervező |
| 2003       | Drakengard               | PlayStation 2           | rendező, forgatókönyvíró     |
| 2005       | Drakengard 2             | PlayStation 2           | videoszerkesztő              |
| 2010       | Nier                     | PlayStation 3, Xbox 360 | rendező, forgatókönyvíró     |
| 2011       | Monster × Dragon         | webböngésző             | forgatókönyv-felügyelő       |
| 2012       | Demons’ Score            | iOS, Android            | rendező                      |
| 2013       | Drakengard 3             | PlayStation 3           | rendező, forgatókönyvíró     |
| 2017       | Nier: Automata           | PlayStation 4, Windows  | rendező, forgatókönyvíró     |
| 2017       | SinoAlice                | iOS, Android            | kreatív igazgató             |

### Könyvek és mangák
| Megjelenés      | Cím                              | Szerepkör    |
| --------------- | -------------------------------- | ------------ |
| 2013–napjainkig | Drag-on Dragoon: Utahime Five    | felügyelő    |
| 2013–2014       | Drag-on Dragoon: Si ni itaru aka | felügyelő    |
| 2014            | Drag-on Dragoon 3 Side Story     | felügyelő    |
| 2014–napjainkig | Thou Shalt Not Die               | tervező, író |

## Fordítás
- Ez a szócikk részben vagy egészben  a   Taro Yoko című angol Wikipédia-szócikk ezen változatának fordításán alapul.  Az eredeti cikk szerkesztőit annak laptörténete sorolja fel. Ez a jelzés csupán a megfogalmazás eredetét és a szerzői jogokat jelzi, nem szolgál a cikkben szereplő információk forrásmegjelöléseként.